# Gerardusplein
Het Gerardusplein is een buurt in het stadsdeel Stratum in de Nederlandse stad Eindhoven. Op 1 januari 2023 telde de buurt 3.375 inwoners, verdeeld over 1.464 woningen, met een gemiddelde WOZ-waarde van € 426.000, op een oppervlakte van 0,46 km².
De buurt ligt in het zuiden van Eindhoven, in de wijk Kortonjo die bestaat uit de volgende buurten:
- Kerstroosplein
- Gerardusplein
- Genneperzijde (Poelhekkelaan)
- Roosten
- Eikenburg
- Sportpark Aalsterweg

De wijk rondom het Gerardusplein is voornamelijk begin 20e eeuw gebouwd en is vernoemd naar het centraal gelegen plein in de buurt.